# Green Park

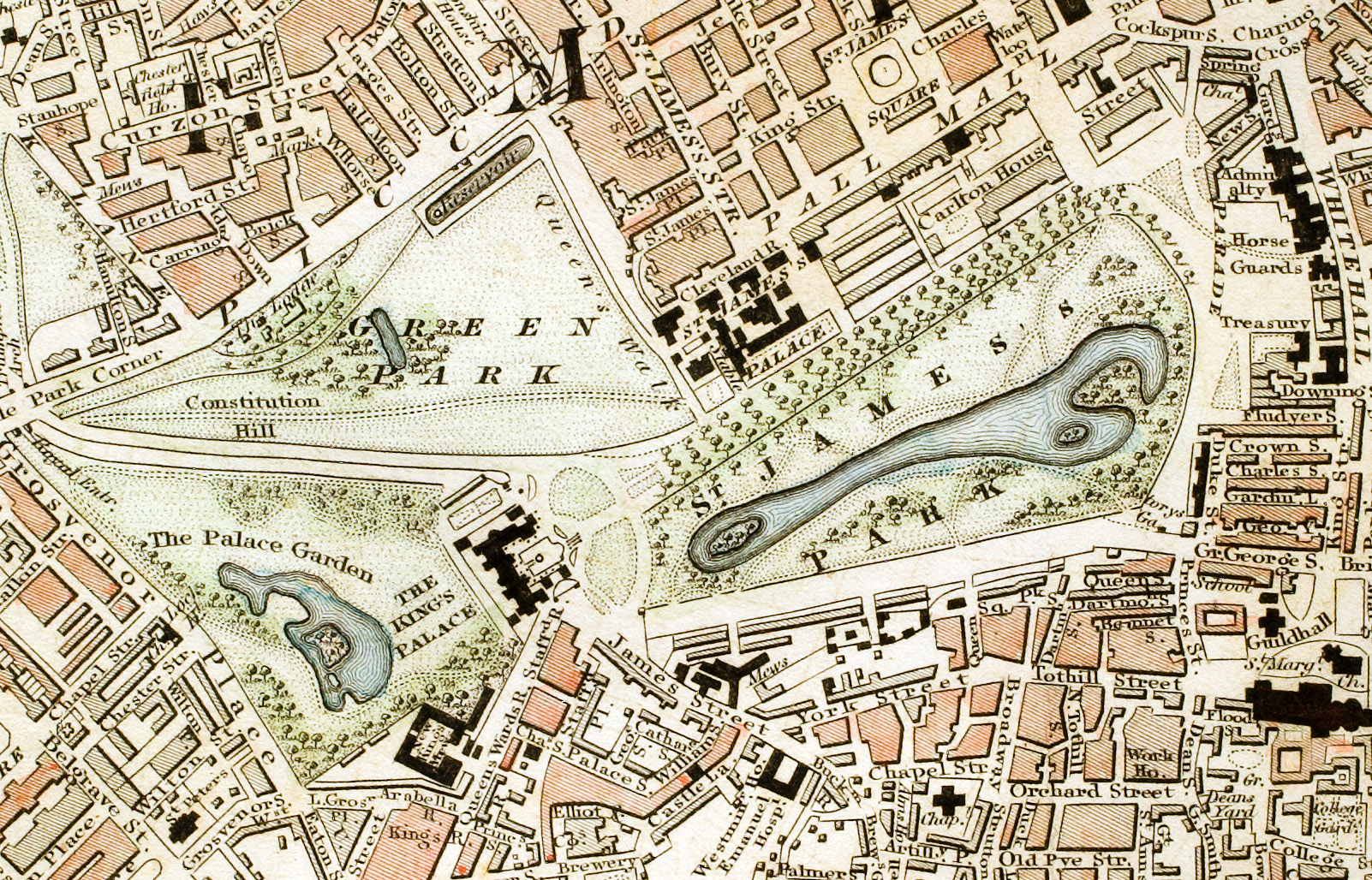
Greenpark im Nordwesten des Stadtplanausschnitts von 1833

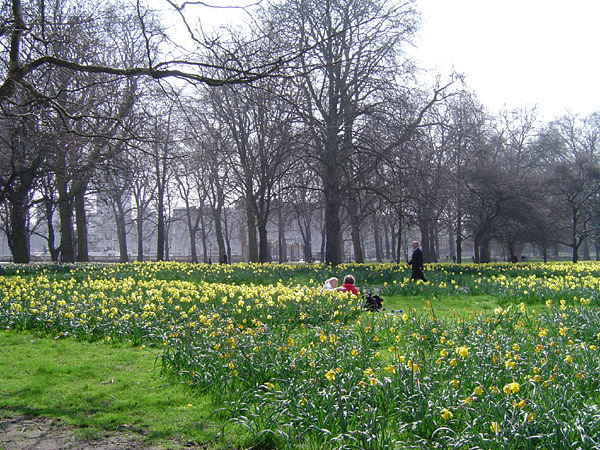
Green Park im Frühjahr 2004

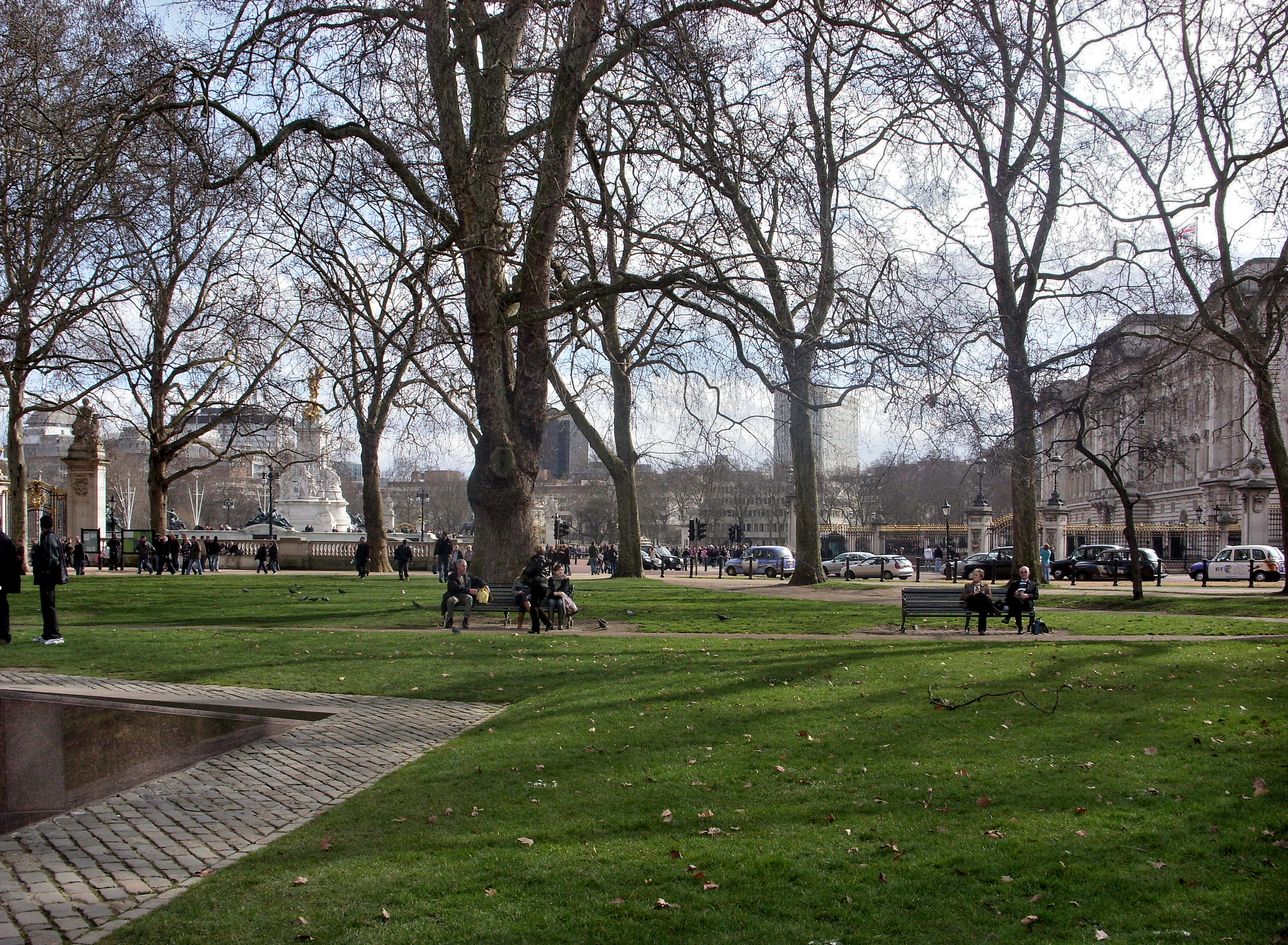
Blick aus dem Green Park Richtung Buckingham Palace

Green Park (offiziell The Green Park, englisch für „Der grüne Park“) ist einer der königlichen Parks in London. Der Park liegt zwischen dem Hyde Park im Westen und dem St. James’s Park im Osten. Zusammen mit den Kensington Gardens bilden diese Parks einen über vier Kilometer langen, nur durch einige Straßen unterbrochenen Grünstreifen im Stadtzentrum Londons.

## Geschichte
Der Green Park war ursprünglich ein sumpfiger Begräbnisplatz für Leprakranke. 1668 ließ König Charles II. hier Hirsche für die Jagd aussetzen. Er nannte die Grünfläche Upper St. James Park, ließ ihn mit einer Backsteinmauer einfassen sowie ein Eishaus errichten. Die berühmte Feuerwerksmusik des Komponisten Georg Friedrich Händel wurde im Green Park uraufgeführt. Sie war anlässlich des im Oktober 1748 geschlossenen Friedens von Aachen zur Beendigung des Österreichischen Erbfolgekriegs als Begleitmusik zu einem gigantischen Feuerwerk komponiert worden. Aufgrund der feuchten Witterung zündete das Feuerwerk jedoch nicht, dafür geriet ein Teil der Bühnenkonstruktion in Brand. Einzig durch Händels Musik wurde das Fest nicht zum Fiasko. Der Green Park lag damals am Stadtrand von London und war bis ins 18. Jahrhundert berüchtigt für Raubüberfälle und Duelle und diente als Treffpunkt für Homosexuelle. Auch danach war er lange Zeit gefährlich – wie beim ersten Attentat auf Königin Victoria im Jahr 1840.

## Monumente
Im Gegensatz zu den benachbarten Parks besaß der Green Park bis 2012 keine Statuen, Springbrunnen oder Seen, sondern bestand ausschließlich aus einer baumbestandenen Wiese. Seit 2012 befinden sich hier das Memorial des RAF Bomber Command, der Lady-Diana-Brunnen und der Canada Fountain sowie die Statue der Artemis am Eingang zur U-Bahn-Station Green Park. Nahe dem Buckingham Palace liegt das Canada Gate, das im Zuge des Victoria Memorials am Anfang des 20. Jahrhunderts errichtet wurde. Im Norden wird der Park durch die Straße Piccadilly begrenzt, im Süden durch den Constitution Hill (mit dem Buckingham Palace auf der gegenüberliegenden Seite).

## U-Bahn-Station Green Park
An der Nordostecke des dreieckförmigen Parks befindet sich die Station Green Park der London Underground, wo Züge der Jubilee Line, der Piccadilly Line und der Victoria Line halten.